# Peck's Bad Girl (televisieserie)
Peck's Bad Girl is een Amerikaanse sitcom uit 1959, met Wendell Corey en Patty McCormack in de hoofdrollen, die uitgezonden werd op CBS. De serie draaide om de avonturen van een twaalfjarig meisje tijdens haar jeugd en haar relatie met haar familie. Patty McCormack, die een sinister meisje speelde in The Bad Seed, speelde het hoofdpersonage Torey Peck. De titel was geïnspireerd op de verhalen van Peck's Bad Boy.
De serie werd gepresenteerd als een familiekomedie rond Torey, die op bepaalde momenten in de aflevering rechtstreeks met het publiek sprak over zichzelf en de gebeurtenissen, voor een zwart scherm. 
De New York Times schreef in zijn recensie van de show: "PECK'S BAD GIRL, dat zijn debuut maakte... is alweer een sitcom over het gezinsleven en een verdere herinnering aan de aanhoudende superioriteit van Father Knows Best." Na de slechte ontvangst in 1959 zond CBS de hele serie in de zomer van 1960 opnieuw uit, maar opnieuw zonder succes.

## Rolverdeling
| Acteur          | Personage     |
| --------------- | ------------- |
| Patty McCormack | Torey Peck    |
| Wendell Corey   | Steve Peck    |
| Marsha Hunt     | Jennifer Peck |
| Ray Ferrell     | Roger Peck    |
| Reba Waters     | Francesca     |

## Afleveringen
| Nr. | Titel aflevering               | Uitzenddatum VS |
| --- | ------------------------------ | --------------- |
| 1   | The Large Charge               | 5 mei 1959      |
| 2   | The Big Fib                    | 12 mei 1959     |
| 3   | Lips That Touch Lipstick       | 19 mei 1959     |
| 4   | The Pet Rabbit                 | 26 mei 1959     |
| 5   | The Visitor                    | 2 juni 1959     |
| 6   | Society vs. Torey Peck         | 9 juni 1959     |
| 7   | Spare the Rod                  | 16 juni 1959    |
| 8   | Feet of Clay                   | 23 juni 1959    |
| 9   | Lady Bountiful                 | 30 juni 1959    |
| 10  | The Picnic                     | 7 juli 1959     |
| 11  | Torey's Sibling Rivalry        | 14 juli 1959    |
| 12  | Slumber Party                  | 21 juli 1959    |
| 13  | The Breadwinner                | 28 juli 1959    |
| 14  | Treehouse of the Steven Peck's | 4 augustus 1959 |